# Nick Catsburg
Nick Catsburg (Amersfoort, 1988. február 15. –) holland autóversenyző.

## Pályafutása

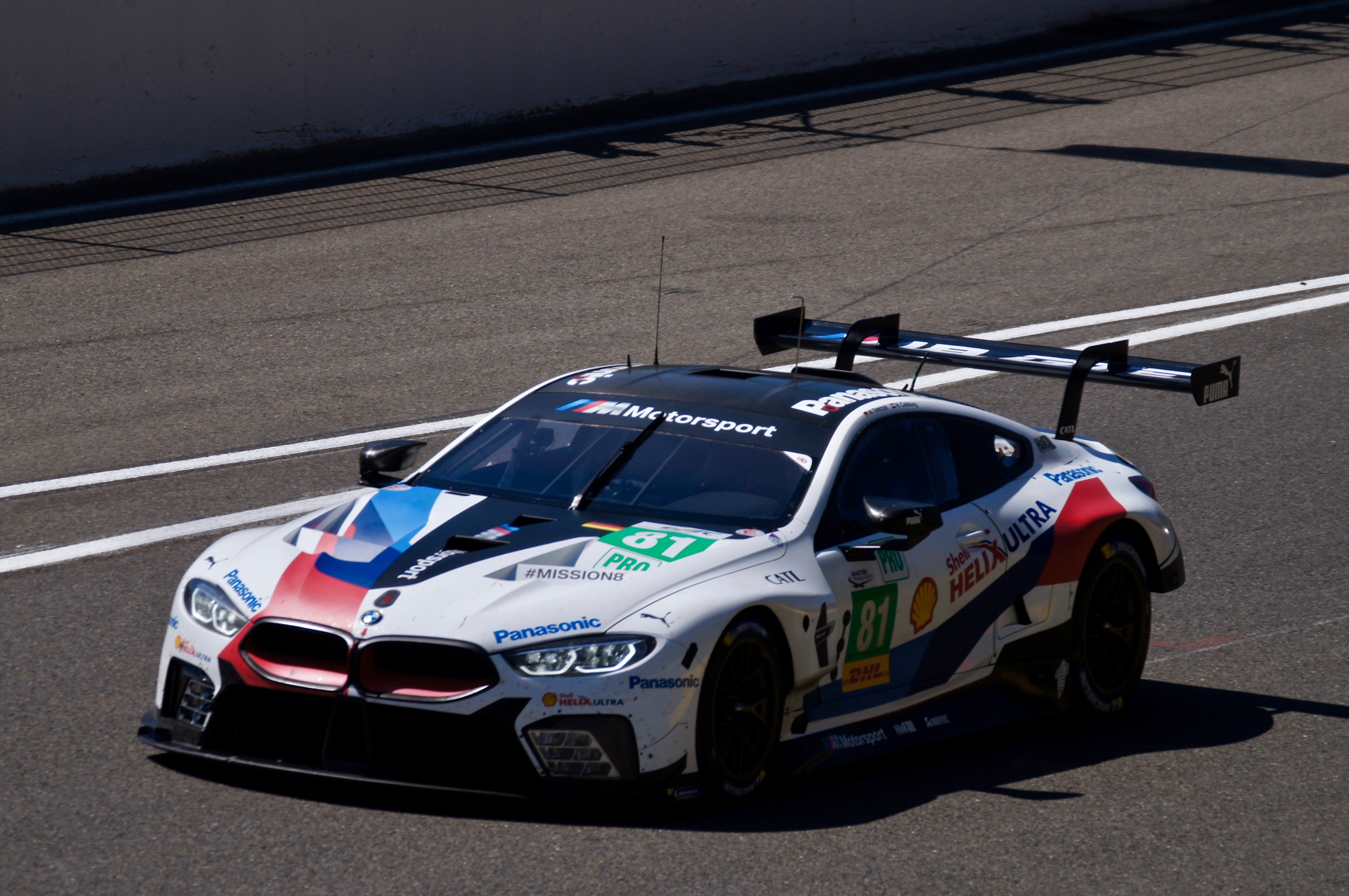
Catsburg a BMW M8 GTE volánja mögött.

2004-ben kezdte pályafutását a Dutch Winter Endurance Seriesben, amit a 3. pozícióban zárt.
2005-ben a Unipart Endurance Cup-ban zárt ismételten a harmadik helyen, illetve 2. lett a Seat Cupra kupában.
2006-ban megszerezte első bajnoki címét a Van Uitert Formule Ford Benelux First Division szériában, a Benelux-i Formula Ford 1800 szériában pedig a második lett.
2007-ben 6. lett a Formula Renault 2.0 bajnokságban, illetve részt vett a 24 órás barcelonai futamon.
2008-ban 8. helyen fejezte be a Formula Renault 2.0 bajnokságot és most már dobogóra állhatott 24 órás barcelonai futamon.
2009-ben csatlakozott a Mégane Trophy Európa-kupa mezőnyéhez és a 10. pozícióban végzett a tabellán, több pódiumot szerzett a holland F4-ben.
2010-ben A Mégane Trophy Európa-kupát sikerült megnyernie.
2012-ben a HDI-Gerling Dutch GT Championship 3. helyén végzett.
2013-ban az FIA GT Széria utolsó hétvégéjén indult Bakuban, az első futamon az 5. lett, a másodikon kiesett.
2014-ben bemutatkozhatott a Blancpain GT Sprint-kupában is, ismételten csak egy hétvégén állt rajhoz, Zolderben, ahol az első futamon rögtön a második lett, míg a második futamon szintén kiesett.
2015-ben a szezon második felére csatlakozott a Túraautó-világbajnokság (WTCC) mezőnyéhez a Lada Sport Rosneft színeiben, 41 pontot gyűjtött és a 12. lett a tabellán, emellett majdnem teljes szezont futott a Blancpain GT Sprint-kupában egy Lamborghinivel – mindössze egy fordulót hagyott ki -, Moszkvában nyerni tudott, ezen kívül ötször volt még pontszerző, összesen 35 pontot gyűjtött ami a bajnokság 13. helyére volt elég.

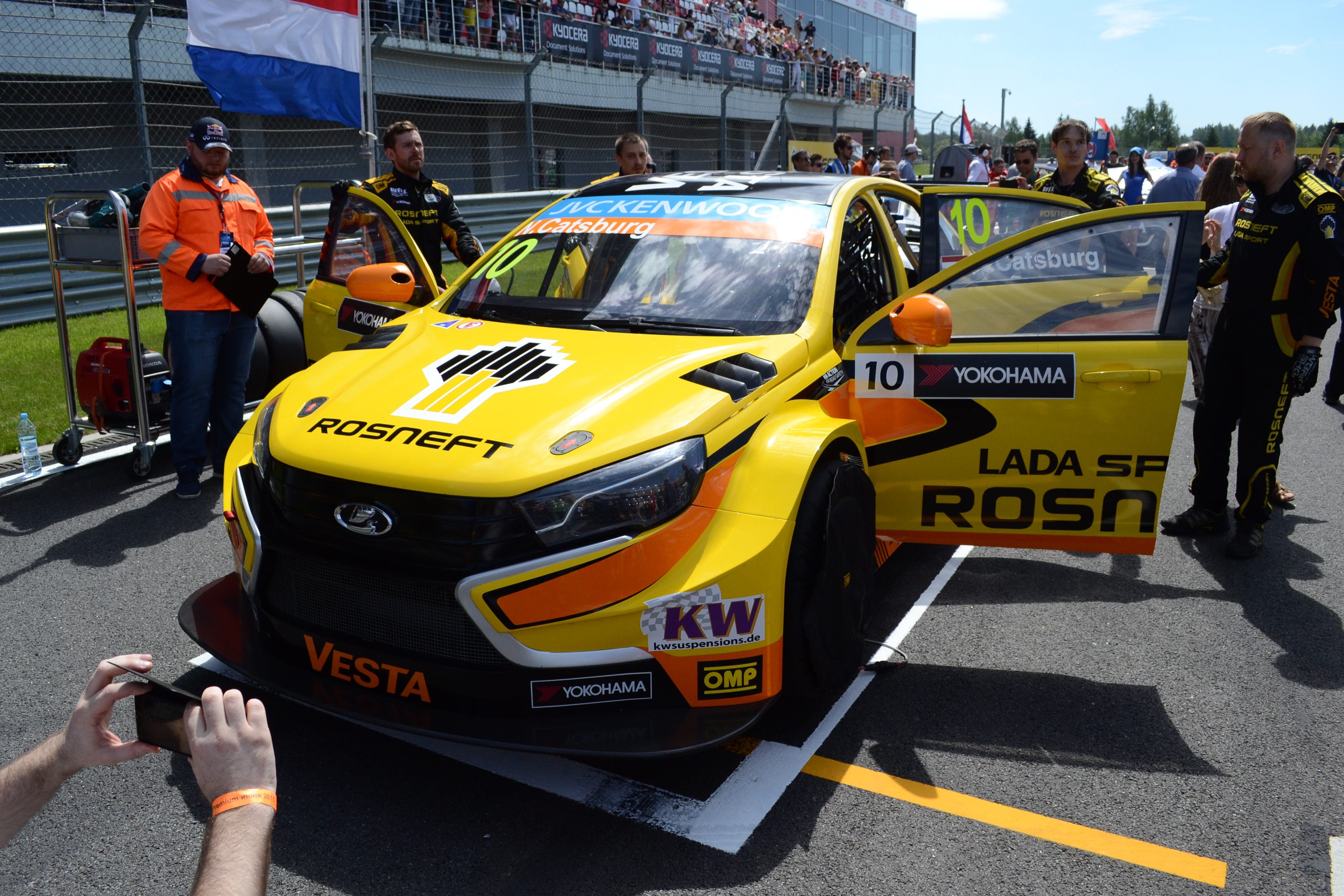
Catsburg a 2015-ös túraautó-világbajnokság orosz hétvégéjén.

2016-ban is a Ladával teljesítette a szezont a WTCC-ben, megszerezte első pole-pozícióját a bajnokságban az orosz nagydíjon és a második futamot meg is nyerte, szintén első győzelmét aratva a bajnokságban. Összesen 175 pontot szerzett, amivel a legjobb Ladásként a 7. helyen végzett az év végi összesítésnél. A Lada év végén kiszállt a szériából így Catsburg jövője is kérdésessé vált.
2017-ben is gyári versenyző maradt, mivel végül a Volvo-hoz szerződött. Sokáig esélyes volt a világbajnoki harcban, azonban nem sikerült megszereznie azt, az utolsó két hétvégére már úgy érkezett, hogy csapattársát Thed Björköt kellett támogatnia a bajnoki küzdelemben. Megfelelően segítette, mivel Björk meg is szerezte a címet. Azonban megint nehéz helyzetbe került ugyanis az évad végeztével WTCC összeolvadt a TCR nemzetközi sorozattal. Így Catsburgnak nem maradt hely a sorozatban.
A 2018–19-es szezonban a hosszútávú-világbajnokságon (WEC) állt rajthoz gyári BMW-sként a Team MTEK színeiben, a GTE Profi kategóriában. Továbbá indult a 2018-as Le Mans-i 24 órás versenyen, ahol 332 kör megtétele után összetettben 33., kategóriájában pedig a  11.lett a korábbi DTM bajnok, Martyn Tomczyk és az osztrák Philipp Eng társaságában. Mivel a világbajnokság "szuperszezont" futott, így a 2019-es viadal is még a naptár része volt. Változatlan felállással ismét célbaértek a kategória 14. helyén.
Még a 2018-as év végén a gyári Hyundai-okat versenyeztető olasz BRC Racing Team bejelentette, hogy Catsburg csatlakozik a csapathoz 2019-re a WTCC és a TCR nemzetközi sorozat fuzójából létrjövő Túraautó-világkupa (WTCR) második kiírására. Csapattársa, BMW-s márkatársa, Augusto Farfus lett. A szlovák nagydíj hétvégéjén első-rajtkockát szerzett a harmadik versenyre, ott azonban csak a 12. pozícióban értékelték. Rendszeres pontszerzések után a végső tabella 13. helyén rangsorolták 166 gyűjtött ponttal.
2020-ra még gyári Hyundai-osként a BRC átadta a második alakulat irányítását és vezetését a Team Engstlernek. A Hyundai 2020. szeptember 24-én bejelentette, hogy partnercsapatainak autóit és versenyőit nem indítja el a második fordulóban, a német nagydíjon, ezért ott Catsburg sem vett részt. Október 11-én a Slovakiaring harmadik futamán győzni tudott, megszerezve első győzelmét a bajnokságban. A következő hétvégén, a Hungaroringen nem tudott indulni egyéb GT-s kötelezettségei miatt, ezért a fiatal osztrák, Nico Gruber ült be a helyére. Később kiderült Catsburgról, hogy koronavírusos lett, ezt követően pedig már nem is tért vissza az évben.
2021-ben több egyéb GT-bajnokság és hosszútávú-futam mellett indult a Daytonai 24 óráson a gyári Corvette Racing színeiben, amelyet megnyert a kategóriában Antonio García és Jordan Taylor oldalán 770 kör megtétele után. Emellett egy év kihagyás után Le Mans-ba is visszatért, csakúgy, mint a Corvette. A győztes #51-es Ferrari mögött, a GTE Pro értékelés ezüstérmesei lettek.
A 2022-es évadot megelőzően távozott a gyári BMW-től, mivel a gyártó kizárólagosságot és teljes márkahűséget várt volna tőle. Később aláírt a Corvetthez, mint gyári támogatott pilóta. A Corvette duplaprogramot jelentetett meg és az amerikai sportautó-bajnokság, az IMSA mellett teljes évre neveztek a világbajnokságra (WEC) is. Catsburg az USA-ban szolgálatot teljesítő gárdához került, viszont a 90. Le Mans-i 24 órásra a márka második nevezőjeként elutaztak. A versenyt egy ideig még vezették is a profik között, azonban 214 kör után felfüggesztésproblémák miatt feladták a viadalt. Még az év végén szabadkártyával indította a BRC Racing Team egy Hyundai Elantra N TCR-rel a WTCR történetének utolsó futamain, ugyanis a széria az addig létezett formájában megszűnt. Elsődleges feladata a bajnoki címért harcoló Mikel Azcona segítése volt. Ezek mellett a német ADAC GT Masters szériában a Schubert Motorsport alakulatával, egy BMW M4 GT3-assal majdnem teljes szezont futott, csupán a sachsenringi fordulót hagyta ki.
2023-ra a Corvettell teljes idényt ment a WEC-ben az LMGTE Am-ben, mivel a Pro kiírás megszűnt. A 100. évfordulós Le Mans-i 24 óráson Ben Keating és Nicolás Varrone oldalán indult. Annak ellenére, hogy több problémájuk is akadt és hosszabb ideig szervizelték is az autójukat, kategóriagyőztesként értek célba 313 kör után, és ezzel a gyári Corvette C8.R GTE utolsó diadalát érték el, mivel 2024-től a világbajnokságon csak privát GT3-as gárdák indulhattak. Május 21-én a Frikadelli Racing Team újfejlesztésű Ferrari 296 GT3-as volánjánál megnyerte a Nürburgringi 24 órásat is a Nordschleifén, amivel először nyert nem német márka 2002 óta.

## Eredményei

### Teljes FIA GT1 világbajnokság eredménylistája
| Év   | Csapat               | Autó                    | 1        | 2         | 3        | 4        | 5        | 6        | 7         | 8        | 9      | 10     | 11        | 12        | 13        | 14       | 15       | 16        | 17        | 18       | 19       | 20       | Pos | Points |
| ---- | -------------------- | ----------------------- | -------- | --------- | -------- | -------- | -------- | -------- | --------- | -------- | ------ | ------ | --------- | --------- | --------- | -------- | -------- | --------- | --------- | -------- | -------- | -------- | --- | ------ |
| 2011 | Exim Bank Team China | Chevrolet Corvette C6.R | ABU QR 7 | ABU CR 10 | ZOL QR 2 | ZOL CR 5 | ALG QR 9 | ALG CR 9 | SAC QR Ki | SAC CR 6 | SIL QR | SIL CR |           |           |           |          |          |           |           |          |          |          | 13. | 58     |
| 2011 | Sumo Power GT        | Nissan GT-R GT1         |          |           |          |          |          |          |           |          |        |        | NAV QR Ki | NAV CR 12 | PRI QR 10 | PRI CR 7 | ORD QR 5 | ORD CR Ki | BEI QR 10 | BEI CR 6 | SAN QR 4 | SAN CR 4 | 13. | 58     |

### Teljes FIA GT eredménylistája
| Év   | Csapat               | Autó       | Osztály | 1      | 2      | 3      | 4      | 5      | 6      | 7      | 8      | 9      | 10     | 11       | 12        | Helyezés | Pont |
| ---- | -------------------- | ---------- | ------- | ------ | ------ | ------ | ------ | ------ | ------ | ------ | ------ | ------ | ------ | -------- | --------- | -------- | ---- |
| 2013 | Marc VDS Racing Team | BMW Z4 GT3 | Pro     | NOG QR | NOG CR | ZOL QR | ZOL CR | ZAN QR | ZAN CR | SVK QR | SVK CR | NAV QR | NAV CR | BAK QR 5 | BAK CR Ki | HN‡      | 0‡   |

‡ Catsburg beugróversenyző volt így nem volt jogosult bajnoki pontokra.

### Teljes Blancpain GT Sprint-kupa eredménylistája
| Év   | Csapat             | Osztály | 1         | 2         | 3        | 4        | 5      | 6      | 7         | 8         | 9         | 10        | 11        | 12        | 13        | 14       | Helyezés | Pont |
| ---- | ------------------ | ------- | --------- | --------- | -------- | -------- | ------ | ------ | --------- | --------- | --------- | --------- | --------- | --------- | --------- | -------- | -------- | ---- |
| 2014 | NSC Motorsports    | Pro     | NOG QR    | NOG CR    | BRH QR   | BRH CR   | ZAN QR | ZAN CR | SVK QR    | SVK CR    | ALG QR    | ALG CR    | ZOL QR 2  | ZOL CR Ki | BAK QR    | BAK CR   | 32.      | 6    |
| 2015 | Reiter Engineering | Pro     | NOG QR Ki | NOG CR 17 | BRH QR 7 | BRH CR 5 | ZOL QR | ZOL CR | MOS QR 1  | MOS CR Ki | ALG QR 5  | ALG CR 6  | MIS QR 10 | MIS CR 9  | ZAN QR 12 | ZAN CR 8 | 13.      | 35   |
| 2016 | ROWE Racing        | Pro     | MIS QR 10 | MIS CR 29 | BRH QR   | BRH CR   | NÜR QR | NÜR CR | HUN QR 18 | HUN CR 15 | CAT QR 18 | CAT CR 15 |           |           |           |          | HN       | 0    |

### Teljes WTCC-s eredménysorozata
| Év   | Csapat               | Autó                   | 1   | 1   | 2   | 2   | 3   | 3   | 4   | 4   | 5   | 5   | 6   | 6   | 7   | 7   | 8   | 8   | 9   | 9   | 10  | 10  | 11  | 11  | 12  | 12  | Helyezés | Pont  |
| 2015 | Lada Sport Rosneft   | Lada Vesta WTCC        | ARG | ARG | MAR | MAR | HUN | HUN | GER | GER | RUS | RUS | SVK | SVK | FRA | FRA | POR | POR | JPN | JPN | CHN | CHN | THA | THA | QAT | QAT | 12.      | 41    |
| ---- | -------------------- | ---------------------- | --- | --- | --- | --- | --- | --- | --- | --- | --- | --- | --- | --- | --- | --- | --- | --- | --- | --- | --- | --- | --- | --- | --- | --- | -------- | ----- |
| 2015 | Lada Sport Rosneft   | Lada Vesta WTCC        |     |     |     |     |     |     |     |     | 11  | 4   | Ki  | Ki  | Ki  | 12  | 6   | 9   | Ki  | Ki  | 4   | Ki  | Ki  | Ni  | 9   | Ki  | 12.      | 41    |
| 2016 | Lada Sport Rosneft   | Lada Vesta WTCC        | FRA | FRA | SVK | SVK | HUN | HUN | MAR | MAR | GER | GER | RUS | RUS | POR | POR | ARG | ARG | JPN | JPN | CHN | CHN | THA | THA | QAT | QAT | 7.       | 175   |
| 2016 | Lada Sport Rosneft   | Lada Vesta WTCC        | 8   | 5   | 11  | 3   | 3   | 13  | Ki  | 7   | 9   | 6   | 2   | 1   | 3   | 7   | 13  | 12  | 7   | 11  | 5   | 4   | T   | T   | 8   | 14  | 7.       | 175   |
| 2017 | Polestar Cyan Racing | Volvo S60 Polestar TC1 | MAR | MAR | ITA | ITA | HUN | HUN | GER | GER | POR | POR | ARG | ARG | CHN | CHN | JPN | JPN | MAC | MAC | QAT | QAT |     |     |     |     | 5.       | 238,5 |
| 2017 | Polestar Cyan Racing | Volvo S60 Polestar TC1 | 4   | 4   | 8   | 4   | 5   | 2   | 6   | 1   | 5   | 4   | 15  | 16  | 3   | 5‡  | 9   | 2   | 9   | 13  | 8   | 3   |     |     |     |     | 5.       | 238,5 |

‡ Fél pontokat osztottak, mert a mezőny nem teljesítette a versenytáv 75%-át.

### Le Mans-i 24 órás autóverseny
| Év   | Csapat          | Csapattárs                   | Autó                    | Kategória | Kör | Összetett Helyezés | Kategória Helyezés |
| ---- | --------------- | ---------------------------- | ----------------------- | --------- | --- | ------------------ | ------------------ |
| 2018 | BMW Team MTEK   | Martin Tomczyk Philipp Eng   | BMW M8 GTE              | GTE Pro   | 332 | 33.                | 11.                |
| 2019 | BMW Team MTEK   | Martin Tomczyk Philipp Eng   | BMW M8 GTE              | GTE Pro   | 309 | 49.                | 14.                |
| 2021 | Corvette Racing | Antonio García Jordan Taylor | Chevrolet Corvette C8.R | GTE Pro   | 345 | 21.                | 2.                 |
| 2022 | Corvette Racing | Antonio García Jordan Taylor | Chevrolet Corvette C8.R | GTE Pro   | 214 | Kiesett            | Kiesett            |
| 2023 | Corvette Racing | Nicolás Varrone Ben Keating  | Chevrolet Corvette C8.R | GTE Am    | 313 | 26.                | 1.                 |

### Teljes FIA World Endurance Championship eredménysorozata
(Táblázat értelmezése)

(Félkövér: pole-pozícióból indult; dőlt: leggyorsabb kört futott) 

| Év      | Csapat          | Kategória | Kasztni                 | Motor                  | 1     | 2     | 3     | 4     | 5     | 6     | 7     | 8      | Helyezés | Pont |
| ------- | --------------- | --------- | ----------------------- | ---------------------- | ----- | ----- | ----- | ----- | ----- | ----- | ----- | ------ | -------- | ---- |
| 2018–19 | BMW Team MTEK   | LMGTE Pro | BMW M8 GTE              | BMW S63 4.0 L Turbo V8 | SPA 8 | LMS 9 | SIL 5 | FUJ 7 | SHA 8 | SEB 2 | SPA 9 | LMS 15 | 14.      | 53   |
| 2023    | Corvette Racing | LMGTE Am  | Chevrolet Corvette C8.R | Chevrolet 5.5 L V8     | SEB 1 | ALG 1 | SPA 2 | LMS 1 | MNZ   | FUJ   | BHR   |        | 1.*      | 133* |

* A szezon jelenleg is zajlik.

### Teljes WTCR-es eredménysorozata
| Év   | Csapat                                    | Autó                  | 1   | 1   | 1   | 2   | 2   | 2   | 3   | 3   | 3   | 4   | 4   | 4   | 5   | 5   | 5   | 6   | 6   | 6   | 7   | 7   | 7   | 8   | 8   | 8   | 9   | 9   | 9   | 10  | 10  | 10   | Helyezés | Pont |
| 2019 | BRC Hyundai N Lukoil Racing Team          | Hyundai i30 N TCR     | MAR | MAR | MAR | HUN | HUN | HUN | SVK | SVK | SVK | NED | NED | NED | GER | GER | GER | POR | POR | POR | CHN | CHN | CHN | JPN | JPN | JPN | MAC | MAC | MAC | MAL | MAL | MAL  | 13.      | 166  |
| ---- | ----------------------------------------- | --------------------- | --- | --- | --- | --- | --- | --- | --- | --- | --- | --- | --- | --- | --- | --- | --- | --- | --- | --- | --- | --- | --- | --- | --- | --- | --- | --- | --- | --- | --- | ---- | -------- | ---- |
| 2019 | BRC Hyundai N Lukoil Racing Team          | Hyundai i30 N TCR     | 10  | Ki  | Ni  | 23  | 10  | 9   | 71  | 4   | 121 | 10  | 4   | 11  | 9   | Kiz | 8   | 5   | 5   | Ki  | 5   | 15  | Ki4 | 23  | 18  | 14  | 10  | 12  | 54  | 9   | Ki  | Kiz4 | 13.      | 166  |
| Év   | Csapat                                    | Autó                  | 1   | 1   | 2   | 2   | 3   | 3   | 3   | 4   | 4   | 4   | 5   | 5   | 5   | 6   | 6   | 6   |     |     |     |     |     |     |     |     |     |     |     |     |     |      | Helyezés | Pont |
| 2020 | Engstler Hyundai N Liqui Moly Racing Team | Hyundai i30 N TCR     | BEL | BEL | GER | GER | SVK | SVK | SVK | HUN | HUN | HUN | ESP | ESP | ESP | ARA | ARA | ARA |     |     |     |     |     |     |     |     |     |     |     |     |     |      | 17.      | 53   |
| 2020 | Engstler Hyundai N Liqui Moly Racing Team | Hyundai i30 N TCR     | 14  | 9   | Vi  | Vi  | 172 | 5   | 13  |     |     |     |     |     |     |     |     |     |     |     |     |     |     |     |     |     |     |     |     |     |     |      | 17.      | 53   |
|      |                                           |                       | 1   | 1   | 2   | 2   | 3   | 3   | 4   | 4   | 5   | 5   | 6   | 6   | 7   | 7   | 8   | 8   | 9   | 9   |     |     |     |     |     |     |     |     |     |     |     |      |          |      |
| 2022 | BRC Hyundai N Racing Team                 | Hyundai Elantra N TCR | FRA | FRA | GER | GER | HUN | HUN | ESP | ESP | POR | POR | ITA | ITA | ALS | ALS | BHR | BHR | KSA | KSA |     |     |     |     |     |     |     |     |     |     |     |      | HN‡      | 0‡   |
| 2022 | BRC Hyundai N Racing Team                 | Hyundai Elantra N TCR |     |     |     |     |     |     |     |     |     |     |     |     |     |     | 5   | 3   | 7   | Ki  |     |     |     |     |     |     |     |     |     |     |     |      | HN‡      | 0‡   |

‡ Catsburg szabadkártyás volt így nem volt jogosult bajnoki pontokra.
† A versenyt nem fejezte be, de helyezését értékelték, mert a versenytáv több, mint 75%-át teljesítette.